# Молния (футбольный клуб, Северодонецк)
«Мо́лния» — футбольный клуб из города Северодонецка (Луганская область, Украина). Основан в 2000 году.
«Молния» выступала во второй лиге чемпионата Украины в сезоне 2004/2005 годов. В составе команды играли несколько опытных игроков, имевших опыт выступления в клубах высшей лиги — Виталий Капинус, Константин Пинчук, Николай Подлесный.
В начале следующего сезона (4 августа 2005 года) команда отказалась от участия в чемпионате и кубке из-за недостатка финансирования. Вскоре клуб прекратил своё существование.

## Выступления в чемпионате Украины
| Год     | Турнир                | Место | И  | В  | Н | П | РМ    | О  |
| ------- | --------------------- | ----- | -- | -- | - | - | ----- | -- |
| 2004/05 | Вторая лига, группа В | 4     | 28 | 18 | 4 | 6 | 47‑29 | 58 |